# Juan Huarte Beaumont
Juan Huarte Beaumont (Pamplona, Navarra, 11 de julio de 1925 - Madrid, 7 de septiembre de 2018) fue un industrial, empresario y mecenas español. Destacan diversas iniciativas de su mecenazgo como el respaldo a la labor escultórica de Jorge Oteiza, a los artistas del Grupo Gaur, a artistas como José Antonio Sistiaga, Rafael Ruiz Balerdi o Pablo Palazuelo y al arquitecto Francisco Javier Sáenz de Oiza, entre otros.

## Biografía
Hijo del empresario pamplonés Félix Huarte Goñi y Adriana Beaumont Galdúroz. Era el segundo de cuatro hermanos: Jesús, Juan, María Josefa y Felipe.
Creó la productora X Films en 1963 para producir películas de autor. Apoyó al laboratorio de música Alea, en Madrid, y a su artífice, Luis de Pablo. Contribuyó a la creación y sostenimiento de la revista "Nueva forma", así como a la promoción y organización de los Encuentros de Pamplona de 1972.
El industrial optó al premio Príncipe de Viana de la Cultura de 2008, en competencia con otros navarros ilustres como Miguel de la Quadra Salcedo y Alfredo Landa, quien finalmente resultó el ganador. La candidatura de Huarte fue presentada por Moisés Pérez de Albéniz, miembro del Consejo Navarro de Cultura.
Falleció en Madrid, y al día siguiente fue enterrado en el Señorío de Sarría (Puente la Reina, Navarra).

## Obras en las que ha actuado como mecenas
Obras del escultor Jorge Oteiza en las que actuó como mecenas:
- 1950 Estatuaria completa del santuario de Aránzazu.
- 1956 Estudio en el edificio en construcción de los Nuevos Ministerios (Madrid).
- 1961 Juan Huarte crea la productora "X Films" para que Oteiza desarrolle sus proyectos cinematográficos.
- 1965 Esculturas en Casa Huarte (Mallorca).
- 1999 Publicación de Jorge Oteiza creador integral; recopilación de las conferencias de Alberto Rosales, Jaione Apalategui, Andrés Ortíz-Osés, José Julián Bakedano, Juan Huarte, Francisco Javier Sáenz de Oíza y Pedro Manterola.

Obras del arquitecto Francisco Javier Sáenz de Oiza en las que actuó como mecenas:
- 1961 Ciudad Blanca (Alcudia).
- 1968 Ampliación de la casa de Juan Huarte (Formentor).
- 1969 Torres Blancas (Madrid).
- 1969 Casa de María Josefa Huarte (Palma de Mallorca).
- 1969 Proyecto para edificio para oficinas Huarte (Madrid).